# 에바브로디도

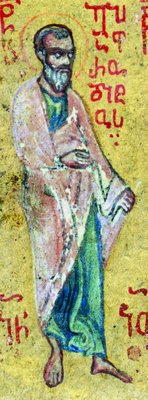

에바브로디도 또는 에바프로디도(Epaphroditus, 그리스어: Ἐπαphρόδιτος)는 사도 바울을 돕기 위해 빌립보 교회의 사신으로 등장하는 신약성경의 인물이다(빌 2:25-30). 그는 동방 정교회와 카톨릭 교회의 성인이자 필리피와 안드리아카(안드리아카라고 불리는 고대 도시가 두 개 이상 있는데, 하나는 트라키아에 하나, 하나는 소아시아에 있음)의 1대 주교이자 이탈리아 테라치나의 첫 번째 주교로 간주된다. 이들이 모두 동일 인물이라는 증거는 거의 없다.